# Океан-70
«Океан-70», також «Океан-100» або просто «Океан» — кодова назва великомасштабних маневрів (військово-морських навчань) Військово-морського флоту СРСР, що проходили з 14 квітня по 5 травня 1970 року, присвячених сторіччю від дня народження В. І. Леніна. Навчання «Океан» були великим заходом з оперативно-тактичної підготовки радянського ВМФ у післявоєнний період і стали наймасштабнішими у світовій військово-морській історії.
Під керівництвом Головнокомандувача ВМФ Сергія Георгійовича Горшкова в маневрах взяли участь сили всіх чотирьох флотів ВМФ СРСР: сотні бойових одиниць — надводних кораблів, атомних і дизельних підводних човнів, ракетних і торпедних катерів, десантних кораблів, десятки допоміжних суден, а також сили берегових ракетних військ, дальньої авіації та ППО. Уперше в історії радянського флоту до участі в маневрах було залучено велику кількість атомних підводних човнів, озброєних балістичними і крилатими ракетами, торпедами із самонаводенням.

## Передісторія

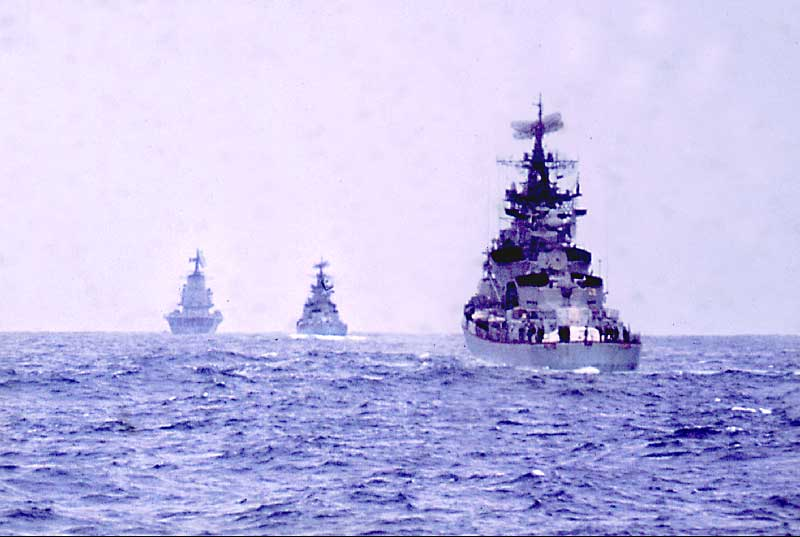
Корабельна пошуково-ударна група радянських протичовнових кораблів в Атлантичному океані, січень 1970 року

Кінець 1960-х і початок 1970-х були періодом бурхливого розвитку радянського Військово-морського флоту  . Флот за півтора попередні десятиліття значно зміцнів і поповнився десятками нових кораблів: ракетними крейсерами проєкту 58 («Грозный») і проєкту 1134 («Адмирал Зозуля»), протичовновими крейсерами-вертольотоносцями проєкту 1123, великими протичовновими кораблями проекту 61, великими ракетними кораблями проектів 57 і 57-А, ескадреними міноносцями проектів 56, сторожовими кораблями проекту 50  . Від середини 1960-х велося активне будівництво атомного підводного флоту. Щороку зі стапелів «Севмаша» сходило до десятка атомних підводних човнів стратегічного та багатоцільового призначення.
Прийдешній 1970 рік був ювілейним — виповнилося сто років з дня народження «вождя світового пролетаріату» В. І. Леніна. Оскільки ювілей був «круглим», до нього готувалися всі інституції радянського державного устрою, в тому числі і Військово-морський флот СРСР, зародження якого, як вважалося, було пов'язане з ім'ям Леніна  . Широкомасштабні маневри «Океан», окрім своєї основної мети — оперативно-тактичної підготовки ВМФ, повинні були продемонструвати успіхи радянського ладу в економіці та політиці та зміцнення сили радянського флоту  . Усі сили флоту «мали підтвердити свою високу спеціальну підготовку і відмінний бойовий вишкіл, а флот у цілому продемонструвати, що він є флотом справді океанським».

## Мета та зона проведення маневрів. Сили сторін
На маневрах відпрацьовувалася злагодженість штабів, взаємодія флотів з оперативними об'єднаннями інших видів Збройних Сил і флотами дружніх держав під час вирішення завдань з пошуку та знищення ракетних підводних човнів противника, руйнування його наземних об'єктів, розгрому ворожих АУГ, десантів і конвоїв.
Маневри охопили акваторії двох океанів (Атлантичного і Тихого) і прилеглих до них морів (Баренцева, Норвезького, Північного, Охотського, Японського, Філіппінського, Середземного, Чорного і Балтійського). Більшість навчальних завдань планом маневрів передбачалося вирішувати в районах відкритого моря, осторонь основних шляхів судноплавства, за суворого дотримання норм міжнародного права. На періоди проведення бойових стрільб райони, де останні мали проходити, заздалегідь встановленим порядком оголошувалися тимчасово небезпечними для плавання та польотів цивільної авіації. Після проведення маневрів окремі кораблі мали відвідати іноземні порти для відпочинку екіпажів, поповнення запасів продовольства та огляду і ремонту механізмів  .
Сили сторін, що брали участь у маневрах, умовно позначалися як «північні», або «червоні» і «південні», або «сині». Загалом у віддалених районах океанів і морів було розгорнуто близько 80 підводних човнів, у тому числі 15 атомних, 84 надводні кораблі та 45 допоміжних суден  . На деяких напрямках атомні підводні човни становили основу угруповань сил, що вирішують головні завдання  . У маневрах брало участь понад двадцять полків морської авіації та два полки морської піхоти  . Інші види Збройних сил СРСР були представлені вісьмома полками дальньої авіації, трьома корпусами і трьома дивізіями військ ППО: у їх складі було чотирнадцять зенітних ракетних бригад і полків, тринадцять винищувальних авіаполків, сім радіотехнічних бригад і полків, ескадрилья літаків радіолокаційного дозору. Зв'язок на маневрах забезпечували зв'язківці під керівництвом начальника зв'язку військово-морського флоту віцеадмірала Г. Г. Толстолуцького.

## Хід проведення навчань

### Навчання Північного флоту та 7-ї оперативної ескадри

#### Розгортання сил
Від Північного флоту в маневрах брали участь: управління флоту, командувачі та управління об'єднань, командири та штаби з'єднань, оперативні групи 2-го і 6-го окремих важких бомбардувальних авіаційних корпусів Дальньої авіації,  10-ї Окремої армії ППО, ЛенВО, сили позначення  . Навчаннями Північного флоту керував командувач флоту С. М. Лобов .
До 14 квітня на флоті було завершено потайне нарощування сил БС (до 60% стратегічних підводних човнів і до 40% інших сил постійної готовності) і формування з цих сил ударних угруповань флоту. В Атлантичному океані, Норвезькому та Баренцевому морях були розгорнуті сили позначення в кількості 40 підводних човнів, у тому числі 10 атомних, 21 надводного корабля та восьми допоміжних суден, а також сили авіації флоту в повному складі — 10 авіаполків. Від взаємодіючих об'єднань брали участь три підводні човни Балтійського флоту, чотири авіаполки Дальньої авіації, п'ять авіаполків та ескадрилья 10-ї Окремої армії ППО  .
14 квітня о 06:08 за сигналом було розпочато приведення сил флоту на повну бойову готовність протягом 24 годин. О 00:00 15 квітня Північний флот розпочав розгортання та забезпечення другого ешелону стратегічних підводних човнів, які фактично не позначалися; усього в цьому ешелоні передбачалося розгорнути 46 підводних човнів. З метою перевірки в повну бойову готовність за навчальними планами 14 квітня були наведені: 1-ша флотилія підводних човнів, 23-тя дивізія підводних човнів та 15-та бригада кораблів охорони водного району; 15 квітня в повну бойову готовність були наведені: 9-та ескадра підводних човнів, 5-та морська ракетоносна авіадивізія та 392-й окремий розвідувальний авіаполк ; 17 квітня — 4-та ескадра підводних човнів . Усього для перевірки організації розосередження залучалися 87 підводних човнів та надводних кораблів, 12 плавбаз підводних човнів та допоміжних суден  .
Першими бази Військово-морського флоту залишили морські тральщики та підрозділи протичовнових кораблів. Завданням перших було «очищення» фарватерів від мін, других — забезпечення протичовнової оборони . Участь сторожових та протичовнових кораблів у маневрах відбувалася в умовах, наближених до реальних умов сучасного бою, і була серйозною перевіркою готовності особового складу до виконання складних завдань.
Перед виходом основних сил "північних" у море, на морську розвідку з метою пошуку противника було вислано десятки літаків розвідувальної авіації. У ході виконання цього завдання проводилася дозаправка літаків у повітрі.
Основні зусилля Північного флоту в ході маневрів флоту були зосереджені проти головних об'єктів удару — ПЛАРБ і ударних авіаносців противника  . Засобом знищення угруповання «південних» за задумом штабу навчань мав стати спільний ракетний удар великих сил морської авіації, надводних та підводних кораблів у момент наближення «південних» до рубежів можливих дій.

#### Протичовневі пошукові операції

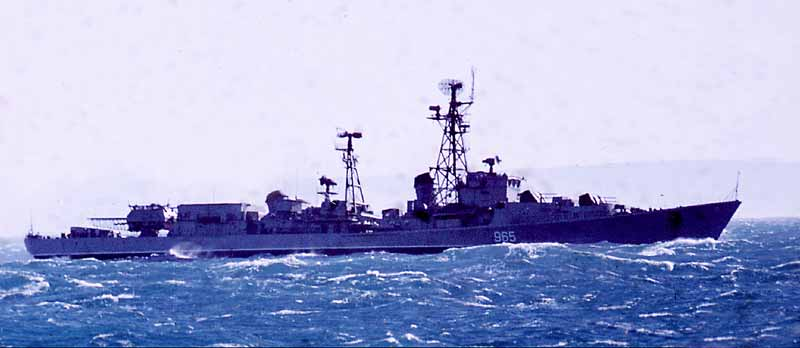
БПК проекту 56М «Неуловимый» біля узбережжя Марокко, січень 1970 року

У період з 15 по 22 квітня у північно-східній Атлантиці та Норвезькому морі були проведені пошукові операції для виявлення та знищення ПЛАРБ «південних» із залученням чотирьох атомних та чотирнадцяти дизель-електричних підводних човнів, тринадцяти надводних кораблів та авіаполку протичовнових літаків  Іл-38. У ході пошукової операції підводні човни виявлялися сімнадцять разів, при цьому загальний час стеження за виявленими іноземними підводними човнами склав 11 годин. Найдовше здійснював стеження підводний човен К-38 — 6 годин 40 хвилин. З 00:00 23 квітня, за сім годин до очікуваного часу початку військових дій, протичовновим силам було надано «дозвіл» на використання зброї по підводним човнам противника. До цього моменту протичовнові сили відстежували два підводні човни. Дальньою авіацією було скоєно 48 літако-вильотів для дій проти ракетних підводних човнів супротивника  .

#### Дії проти авіаносних ударних з'єднань
Дії Північного флоту проти авіаносних ударних з'єднань (АУС) та інших корабельних угруповань «південних» було розпочато 18 квітня. Сили бойової служби флоту з районів Атлантики та Північного моря виявили усі угруповання противника, встановили спостереження та стеження за ними, організували наведення ударних груп. Для виконання завдання знищення сил «південних» до 06:00 22 квітня було сформовано змішані ударні групи підводних човнів та надводних кораблів, які супроводжували АУС у готовності до негайного застосування зброї  .
У дні маневрів погода була на диво неспокійна  . Спільна операція кораблів і морської ракетоносної авіації в Норвезькому і Північному морях відбувалася в складних метеоумовах - над морем висіла щільна густа пелена низьких хмар, дув сильний вітер часом — жорстокий шторм, а хвилі досягали висоти 15–20 метрів .
Після отримання наказу змішані ударні групи у взаємодії з морською ракетною авіацією, якою командував Герой Радянського Союзу генерал-полковник І. І. Борзов, першими «завдали» потужний спільний удар по всіх угрупованнях «південних» до підходу їх до кордону підйому палубних штурмовиків і використання своєї зброї. Фактично з 07:00 до 08:53 23 квітня по силах «південних» умовні удари завдали три корабельні ударні групи у складі трьох атомних і п'яти дизель-електричних підводних човнів, семи надводних кораблів і п'яти морських ракетоносних авіаполків Північного, Чорноморського та Балтійського флотів. У результаті першого «завданого» удару противник був «ослаблений» і «втратив» до 30% корабельного складу і 25% авіаносної авіації  .
У міру зростання загрози ядерного нападу противника сили Північного флоту здійснили перегрупування і, отримавши наказ, об 11:00 24 квітня, «застосували» тактичну ядерну зброю по авіаносній ударній групі (АУГ) «південних», «упередивши» її дії у спільній ядерній війні . У «першому ядерному ударі» розгром АУГ було завершено. «Ядерний удар» позначали вісім ракетних та торпедних підводних човнів та сім полків морської ракетної авіації  .

#### Дії проти десанту «південних» та сил прикриття
Одним з головних завдань угруповання «південних» була висадка десанту на територію «північних» (безіменний острів за 2 км від берега) під прикриттям морської ракетоносної авіації, крейсерів та есмінців . Для розчищення плацдарму для сил десанту «південні» завдали по місцю висадки ракетно-бомбові удари із застосуванням ядерної зброї (з ракетного атомного підводного човна було запущено балістичну ракету з умовною ядерною боєголовкою).
Знищення десанту та сил прикриття «південних» на переході морем проводилося угрупованнями «північних» у вигляді послідовних масованих «ударів». Перший із них завдали два полки морської ракетної авіації з виходом 24 квітня сил десанту в Норвезьке море; другий — о 15:00 і третій — о 20:00 26 квітня в північній частині Норвезького моря силами шести підводних човнів і чотирьох полків морської ракетної авіації  . Одночасно проходили тактичні десанти і на Чорному та Балтійському морях.

### Навчання Чорноморського флоту та 5-ї оперативної ескадри
Від Чорноморського флоту в маневрах брало участь близько 20 кораблів, з них 15 — з 30-ї дивізії протичовнових кораблів (шість з них перебували в Атлантиці, решта — в Середземному морі): артилерійські крейсери проекту 68-біс «Михаил Кутузов» та «Адмирал Ушаков», крейсер проекту 70-ЭЕ «Дзержинский», ракетний крейсер « Грозный », протичовнові крейсери-вертольоносці «Москва» та «Ленінград», великий ракетний корабель «Бедовый», ракетні кораблі «Бравый» і «Бойкий», великі протичовнові кораблі проекту 61 «Комсомолець України», « Отважный », « Решительный », «Красный Кавказ» та інші. Загоном кораблів у Середземному морі командував командувач 5-ї Середземноморської ескадри кораблів ВМФ контрадмірал С. С. Соколан, начальником похідного штабу був капітан 2-го рангу Ю. П. Афанасьєв  .
Ракетні кораблі зі складу загону мали вирішувати завдання знищення авіаносців ймовірного супротивника, артилерійські крейсери мали вести «бій» з рівнозначним «противником», або сковувати своїм «вогнем» сили охорони авіаносців. Протичовнові кораблі вели пошук підводних човнів ймовірного супротивника  . Трьом кораблям 30-ї дивізії (крейсер «Дзержинський», БПК «Сообразительный» та «Комсомолець України») під командуванням С. С. Соколана було поставлено завдання: після виходу за Гібралтар слідувати на північ до Ісландії, зображуючи загін бойових кораблів «синіх» (противника) і під час навчань фіксувати удари «червоних» і завдавати по ним контрудари.
Загін інших кораблів був поділений на дві пошуково-ударні протичовнові групи: західну і східну. Флагманом західної був протичовновий крейсер «Москва», до групи входили також великі протичовнові кораблі «Решительный» та «Червоний Кавказ». На кінець березня західна група здійснювала в умовах 4—5 бального шторму пошук натовського підводного човна в районі на захід від острова Сардинія . Флагманом східної групи був протичовновий крейсер «Ленінград», охорону крейсера та пошук підводних човнів забезпечували великі протичовнові кораблі «Комсомолець України», «Отважный», ракетний корабель «Бравий»  . 29 березня 1970 «Ленінград» вів пошук американської ПЛАРБ на південь від острова Крит, а після виявлення якої стежив за нею протягом 8 годин 15 хвилин. 1 квітня крейсер протягом шести годин вів пошук і стеження за неопізнаним підводним човном в Іонічному морі.
15 квітня командир «Ленінграда» М. Звездовський отримав наказ слідувати разом із БПК «Отважный» до Біскайської затоки, де сталася аварія радянського атомного підводного човна К-8 проекту 627А. Після проходження Гібралтару командирам кораблів були дані уточнені координати трагедії і наказ вести пошукові роботи в умовах восьмибального шторму. Аналогічний наказ отримала і група з трьох кораблів під командуванням С. С. Соколова, втім згодом наказ було відмінено — кораблям належало продовжувати виконання завдання у навчаннях. Позначаючи кораблі «синіх», «Дзержинский», «Сообразительный» і «Комсомолець України» відбили атаку трьох Ту-95 «червоних», зроблену протикорабельними ракетами. Попутно проводився пошук підводних човнів «червоних», проте результатів не дав. «Ленінграду» та «Відважному» після безуспішних пошуків підводників з К-8, які проводилися протягом п'яти діб, було наказано прямувати до Сєвєроморська для планового ремонту з обходом Британських островів на захід. Біля Фарерських островів кораблі потрапили в сильний шторм та отримали легкі ушкодження. Після ліквідації пошкоджень вони продовжили шлях і наприкінці квітня прибули до Сєвероморська. У Баренцевому морі провели навчання з атомним підводним човном проекту 670, у ході якого через малі глибини і човен і кораблі втратили акустичний контакт один з одним.
22 квітня сім підводних човнів 14-ї дивізії підводного човна Чорноморського флоту (С-100, С-70, С-74, С-157, С-147, С-97, С-348) були розгорнуті в море для виявлення входу в Чорне море загону бойових кораблів у складі крейсерів «Михайло Кутузов», « Слава », БПК «Червоний Кавказ», есмінців « Находчивый » та « Неуловимый », що повертаються з Середземного моря. Шість з перелічених вище підводних човнів були побудовані в три завіси, а С-348 діяла в розвідувально-ударному варіанті, нею ж був виявлений вхід загону кораблів у Чорне море. За даними, донесеними С-348 на командний пункт флоту, командир 14-ї дивізії наводив завіси підводних човнів. Усі атаки були оцінені позитивно  .
У ході маневрів флотом було виконано такі завдання:
- пошук ПЛАРБ у Середземному морі, в процесі якого було виявлено три атомні та один дизельний підводний човен; загальний час підтримки контакту з ними становив 45 годин 20 хвилин.
- Протиповітряна та протичовнова оборона, ракетні та артилерійські стрільби.

### Навчання Балтійського флоту
Від 37-ї дивізії підводних човнів Балтійського флоту в навчаннях «Океан» брали участь 15 підводних човнів. У період навчань було проведено залікове командно-штабне вчення 37 дивізії. Чотири підводні човни дивізії були розгорнуті до Північно-Східної Атлантики із завданням пошуку та знищення загону бойових кораблів у складі крейсера, чотирьох сторожових кораблів та великого десантного корабля. Ракетний підводний човен «С-142» 40-ї бригади завдав за наказом з командного пункту флоту умовний ракетний удар по береговому об'єкту. Дії човна були оцінені відмінно. В атаці загону бойових кораблів успішно діяв човен «С-191» 156-ї бригади підводного човна.

### Навчання Тихоокеанського флоту та 10-ї оперативної ескадри
У період навчань в Індійському океані знаходився загін кораблів Тихоокеанського флоту під командуванням контрадмірала Н. І. Ховріна (у складі великого ракетного корабля « Адмирал Фокин », есмінця « Блестящий » та танкера «Вишера»). Загін відвідав із дружнім візитом острів Маврикій на запрошення уряду цієї держави  .

## Підсумки маневрів
У ході маневрів було проведено 31 тактичне та командно-штабне навчання, у тому числі: на Північному флоті — 11, Тихоокеанському — 8 навчань, на Балтійському та Чорноморському флотах — по 6 навчань. Підводні човни та кораблі виконали близько 1000 бойових вправ, у тому числі: 64 ракетних, 430 артилерійських та 352 торпедних стрільб, 84 глибинних бомбометання. Загалом було використано 416 торпед, 68 ракет та 298 морських мін  .
Морськими десантами, проведеними під час навчань, на берег було висаджено понад 2500 морських піхотинців та понад 420 одиниць бойової техніки, у тому числі близько 90 танків та понад 200 бронетранспортерів і САУ . У протидесантній обороні на березі було задіяно формування чисельністю близько 3400 осіб, 470 одиниць бойової техніки, включаючи 80 танків і 90 артилерійських гармат  .
Усі учасники маневрів були нагороджені пам'ятним жетоном " За дальний поход " із підвіскою «Океан» (див. Доманк А. С. Знаки воинской доблести // М., изд-во "Патриот", 1990) та ювілейною медаллю «В ознаменование 100-летия со дня рождения В. И. Ленина», багато з передових кораблів і частин за відмінні досягнення в бойовій і політичній підготовці отримали Ленінські почесні ювілейні грамоти ЦК КПРС і Ради Міністрів СРСР.

## Оцінка підсумків та вплив на будівництво ВМФ СРСР
|                 | Новаторские по своему оперативному замыслу, грандиозные по целям и задачам, манёвры проходили на необозримых пространствах Мирового океана. Такого большого учения ещё не было в истории нашего флота... Такого учения не знает и история флота других стран. Советский Военно-Морской Флот в канун ленинского юбилея, в преддверии 25-летия нашей великой победы над гитлеровской Германией проводил большой и знаменательный смотр своей боеготовности. |
| — Гольцев В. П. | |

|                 | Манёвры «Океан-70» заставили военно-морских экспертов Запада признать, что эра безраздельного господства военно-морских сил НАТО в Мировом океане закончилась, а высшее военно-политическое руководство СССР наконец согласится с тем, что ВМФ представляет собой важнейший стратегический фактор. |
| — Монаков М. С. | |

У той же час в ході маневрів була виявлена проблема гострої нестачі ескортних кораблів океанської зони , так само як і необхідність створення нових з'єднань протичовнових і ракетних кораблів для несення бойової служби не оперативними з'єднаннями, а штатно сформованими частинами кораблів  . Висновки, зроблені після маневрів Океан, були підтверджені в ході стратегічної військової гри Горизонт, проведеної у Військово-морській академії в 1970  .
Капітан 2-го рангу ВМС США у відставці, доцент совєтології при Об'єднаному коледжі військової розвідки у Вашингтоні Брюс Вотсон, у своїй монографії, присвяченій Радянському Військово-морському флоту, пише що «Океан-70» стали місцем флотських випробувань усіх новітніх військово- Спілки. Маневри, за словами Вотсона, мали на меті комбінувати здійснення стратегічної (глобальної) військово-морської операції з військово-повітряною, надводною та підводною компонентами з високоточними розвідувальними даними, — і цілі своєї вони досягли .
За словами американського історика та спеціаліста військово-морської стратегії, професора при Військово-морському коледжі Джорджа Бера, «Океан-70» дуже вразили американських військових моряків, особливо у світлі того, що більш ніж 90% кораблів і суден радянського надводного та підводного флоту були не старше 20 років. У той же час, більшість ВМС США була готова до списання на злам. Надмірні військові витрати на Війну у В'єтнамі та наддоріг проект з переоснащення тридцяти підводних човнів, що несуть ракети « Поларис » на ракети « Посейдон » буквально «з'їли» американський військовий суднобудівний бюджет 1960-х, незважаючи на заяву зроблену адміралом Томаом є «підтвердженням експансіоністської натури радянської військово-морської політики», і що США мають знову повернутися до своєї планетарної місії — контролю світового океану. Даючи загальну характеристику маневрам «Океан-70», Бер пише, що вони «розплющили очі» американському флоту.
Консультант американського військово-морського командування та керівництва Міністерства оборони США Норман Полмер підтверджує, що це були справді найбільші військово-морські навчання з часів Другої світової війни. Океан-70, на думку Полмера, стали звітом уряду і народу СРСР про реальні можливості радянського Військово-морського флоту.